# مناظر مشهور شصت و اندی ولایت
مناظر مشهور شصت و اندی ولایت (به ژاپنی: 六十余州名所図会 Rokujūyoshū Meisho Zue) یک سری اوکی یوئه است که توسط هیروشیگه (۱۷۹۷–۱۸۵۸) خلق و به چاپ رسیده‌است.